# Драгувития
Драгувития или Другувития (болг. Драгувития, Другувития) — название средневековой славинии, архонтии и церковного округа. Располагалась в Македонии, к северу от греческого города Салоники.
Будучи славинией драгувитов, Драгувития представляла собой зародышевую форму государственности. В 893 году Климент Охридский стал первым славянским епископом в Драгувитии и Великии. Драгувития просуществовала с IX по XII век. В составе Солунской митрополии входила Драговитская епископия. В списках епархий церкви епископия Другувития занимает место между епископиями Верои и Сервии. Во второе половине X века была создана фема Другувития, которая впервые упоминается в тактиконе 971—976 годах. По сочинениям Феофилакта Охридского (ум. в начале XII века), Дмитрия Хоматиана (XIII век), договоре о разделе Византийской империи 1204 года Другувития располагалась к западу от Фессалоники.